# Luis Calandre
Luis Calandre Ibáñez (Cartagena, 26 de mayo de 1890-Madrid, 29 de septiembre de 1961) fue un médico, cardiólogo e histólogo español. Se le considera introductor de las técnicas modernas de la cardiología. Hijo del también médico Luis Calandre Linaza y de María Ibáñez.

## Biografía

### Inicios
Estudió Fisiología en Berlín (1912) y se especializó en cardiología, en la que llegó a tener fama internacional. Fue discípulo de Nicolás Achúcarro. Por sus trabajos y compromiso con la Institución Libre de Enseñanza se relacionó con Santiago Ramón y Cajal, Francisco Giner de los Ríos, Cossío o Gustavo Pittaluga Fattorini. Fundó la revista Archivos de Cardiología y Hematología (1921-1936) y dirigió el Laboratorio de Anatomía Microscópica de la Residencia de Estudiantes y el Servicio de Cardiología del Hospital Central de la Cruz Roja San José y Santa Adela entre 1925 y 1933, ambos en Madrid. En su última etapa fue jefe del Departamento de Cardiología de la Cruz Roja de la capital española.

### Persecución política
Fue médico de la Residencia de Estudiantes y la Junta para Ampliación de Estudios le nombró director del Laboratorio de Histología, donde desarrolló labor docente. Más tarde fue nombrado vicepresidente del Comité Central de la Cruz Roja. Durante la guerra civil española se hizo cargo de los pabellones de la Residencia de Estudiantes para instalar el Hospital de Guerra de Carabineros. La victoria franquista condenó a Luis Calandre al llamado «exilio interior», siendo sometido a dos procesos sucesivos que incluso le llevaron a prisión, por lo que no volvió a desempeñar cargo oficial alguno y en 1941 fue sancionado por el Colegio de Médicos con privación del ejercicio de su profesión en Madrid durante cinco años. Su especial capacidad para poner sus conocimientos por escrito facilitó la divulgación de sus escritos, que pudieron llegar así a las publicaciones didácticas de la época, convirtiéndose en material imprescindible de consulta. Se consideran muy interesantes sus estudios de las arritmias. (tesis doctoral leída en 1912  Significación clínica de las arritmias ). Sensibilizado con el estudio de las arritmias cardíacas, en el año 1917, importó desde Alemania a Barcelona el primer electrocardiógrafo que tuvo España. Reiteradas veces la familia ha intentado, infructuosamente, la anulación de los consejos de guerra de la dictadura.

## Obras publicadas
Entre otras Luis Calandre Ibáñez es autor de las siguientes obras:
- 1920 - Anatomía y Fisiología clínicas del corazón, publicado en Madrid por Saturnino Calleja en un volumen en octavo de 125 páginas, 41 figuras y 18 láminas fuera de texto.
- 1934 - Tratado de las enfermedades del corazón.
- 1942 - Las hipertensiones arteriales. Anatomía de conducción atrioventricular.
- 1942 - Electrocardiografía.